# رولند کریستوفر گیبز
رولند کریستوفر گیبز (انگلیسی: Roland Gibbs; ۲۲ ژوئن ۱۹۲۱ – ۳۱ اکتبر ۲۰۰۴) فرد نظامی اهل بریتانیا بود. وی همچنین برندهٔ جوایزی همچون نشان حمام و نشان امپراتوری بریتانیا شده‌است.
وی از سال ۱۹۷۶ تا ۱۹۷۹ رئیس ستاد کل و فرمانده حرفه‌ای ارتش بریتانیا و از سال ۱۹۸۹ تا ۱۹۹۶ ستوان لرد ویلتشایر بود. او در جنگ جهانی دوم به طور فعال خدمت کرد و به عنوان رئیس ستاد فرمانده عملیات تخلیه تمام سربازان و غیرنظامیان بریتانیایی از عدن در طول وضعیت اضطراری عدن فعالیت داشت.